# Ambatolampy (stad)
Ambatolampy is een stad in Madagaskar, gelegen in de regio Vakinankaratra. De stad telt 26.549 inwoners (2005).

## Geschiedenis
Tot 1 oktober 2009 lag Ambatolampy in de provincie Antananarivo. Deze werd echter opgeheven en vervangen door de regio Vakinankaratra. Tijdens deze wijziging werden alle autonome provincies opgeheven en vervangen door de in totaal 22 regio's van Madagaskar.

## Galerij

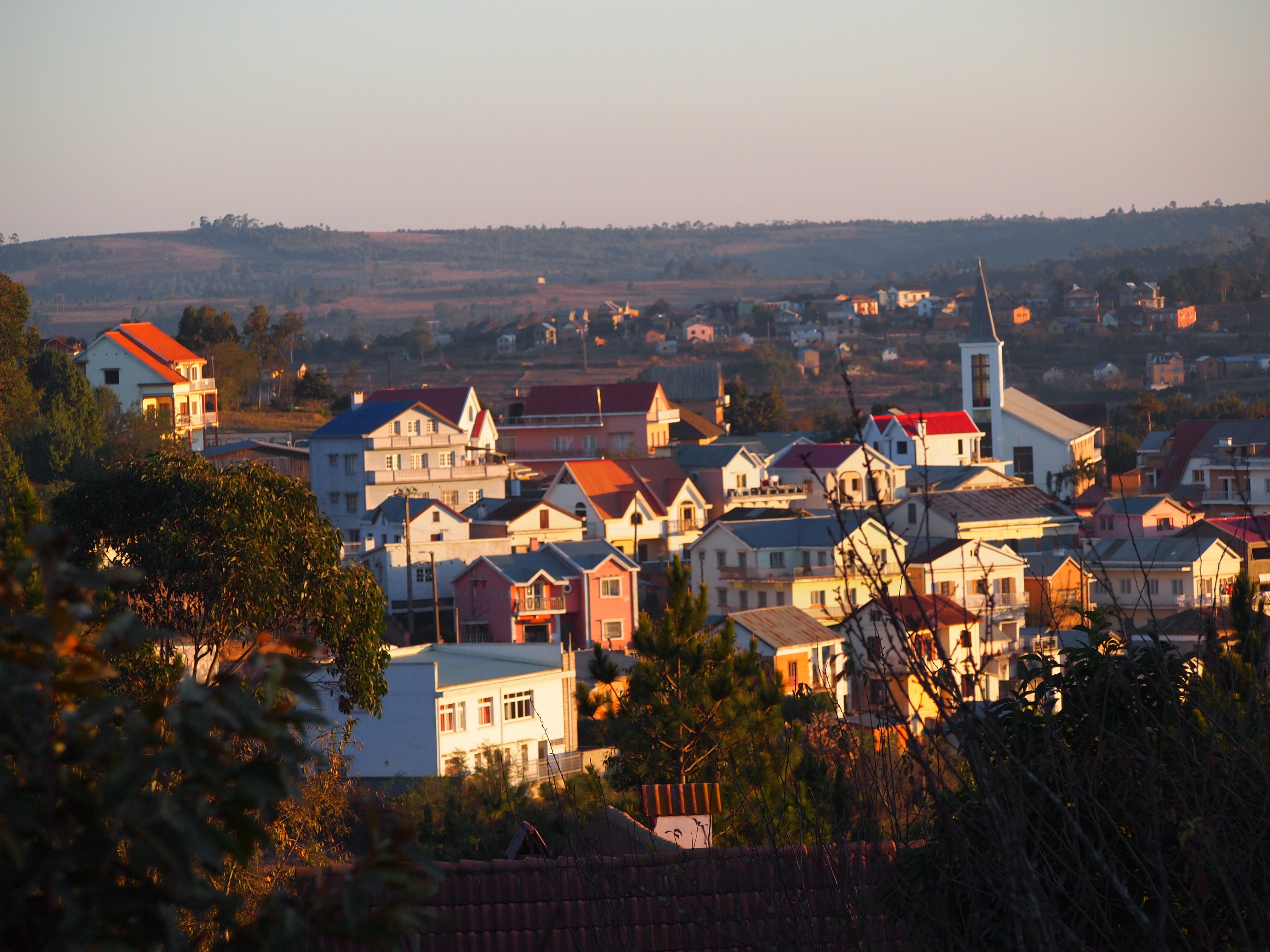
Uitzicht op Ambatolampy
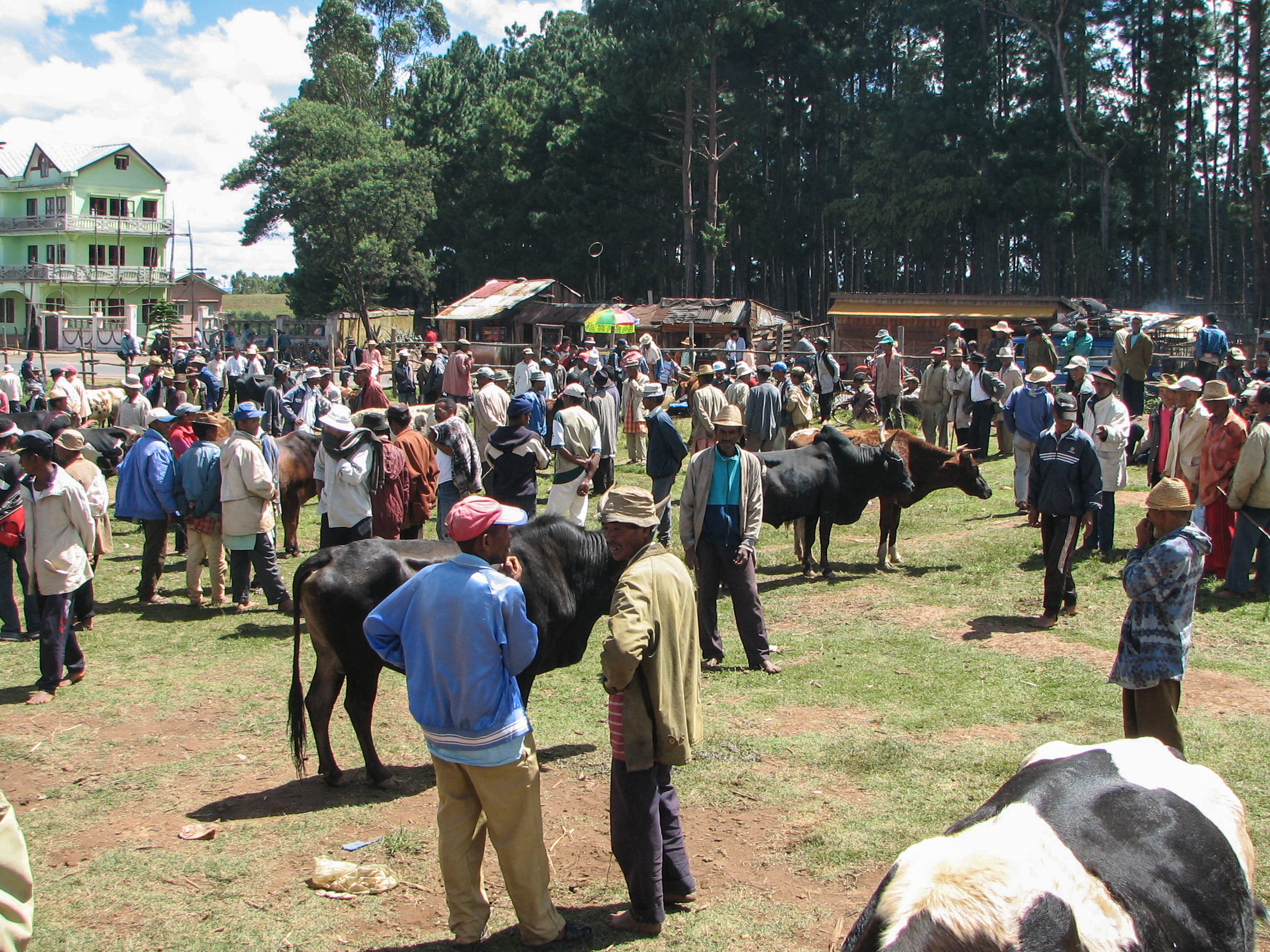
De markt van Ambatolampy